# Perissus variesignatus
Perissus variesignatus är en skalbaggsart som beskrevs av Maurice Pic 1954. Perissus variesignatus ingår i släktet Perissus och familjen långhorningar. Inga underarter finns listade i Catalogue of Life.